# Рязань (Вологодская область)
Рязань — деревня в Череповецком районе Вологодской области.
Входит в состав Коротовского сельского поселения, с точки зрения административно-территориального деления — в Коротовский сельсовет.

## География
Расстояние до районного центра Череповца по автодороге — 61 км, до центра муниципального образования Коротово по прямой — 14 км. Ближайшие населённые пункты — Верховье, Акиньхово, Елехово.

## Население
| 2010 |
| ---- |
| 4    |

По переписи 2002 года население — 4 человека.